# San Paolo (Sassari)

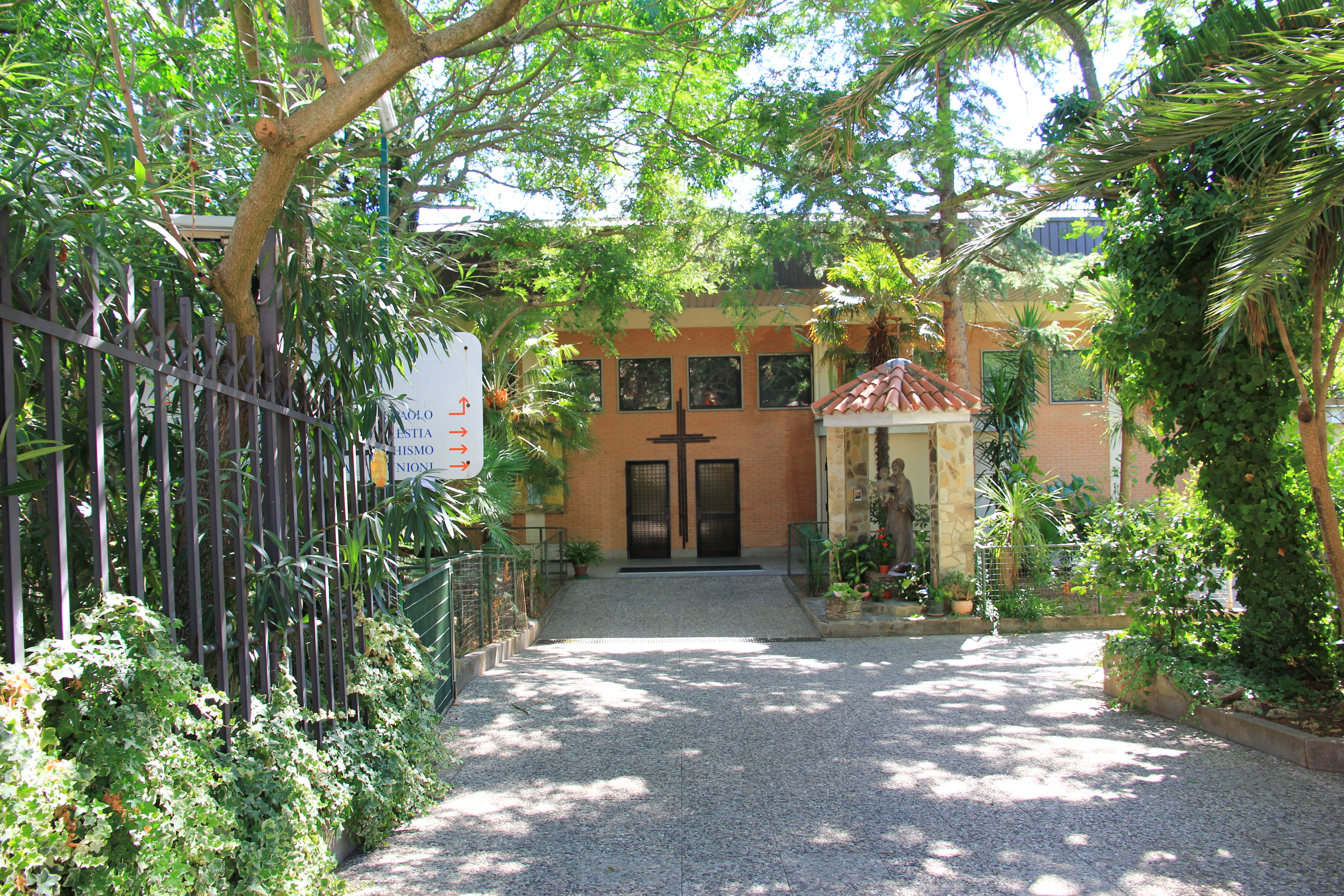
L'ingresso della chiesa parrocchiale

San Paolo (in sassarese: Santu Paulu) è un quartiere di Sassari, situato a sud-est della città. Le prime abitazioni risalgono al secondo dopoguerra ma è a partire dagli anni 60 che il rione registra una crescita demografica di rilievo. Nella seconda metà degli anni 80 vengono edificati nuove abitazioni e la chiesa omonima dedicata appunto a san Paolo. Fino ad allora la parrocchia era alloggiata in un garage. 
Il rione ha diverse arterie di principale importanza per la città. La principale è la via Napoli. In realtà si tratta di un viale, tuttavia, la denominazione di via è rimasta dagli anni 60 quando l'arteria non era ancora corredata dagli alberi. In questa via si trovano diversi esercizi commerciali e pubblici. Viene anche denominata "Little Ittiri" per la concentrazione di molti paesani trasferitisi in città durante il boom economico italiano. 
Tra le altre vie: via Tempio, via Duca degli Abruzzi, sede della facoltà delle Belle arti, dell'ex mattatoio, dell'Istituto zooprofilattico, della Facoltà di lettere e filosofia, della Facoltà di lingue. Il rione è inoltre dotato di sportelli bancari (Banca nazionale del lavoro e Sardaleasing) e di scuole (elementari e materne). Il giardino pubblico è situato in via Venezia.
Il rione è inoltre sede di mercati all'aperto (piazza Tempio). Tra le principali festività si annovera il carnevale caratterizzato dalla sfilata nelle principali vie del quartiere e dalla favadda, piatto tipico sassarese a base di fave.